# Johann Nikolaus Möckert
Johann Nikolaus Möckert (* 2. Februar 1732 in Königsee bei Rudolstadt; † 15. März 1792 in Göttingen) war ein deutscher Jurist und Hochschullehrer.

## Leben

### Familie
Johann Nikolaus Möckert heiratete Friederike Sophie Henriette, Tochter des Juristen Friedemann Wilhelm Stock; gemeinsam hatten sie zwei Söhne, die aber bereits im Kindesalter verstarben.

### Werdegang
Johann Nikolaus Möckert immatrikulierte sich am 10. November 1750 an der Universität Jena zu einem Theologiestudium, das er 1754 bei Christian Friedrich Polz beendete und war darauf als Erzieher der Kinder des Prinzen Wilhelm Ludwig von Schwarzburg (1696–1757) in Rudolstadt tätig war; in dieser Zeit begleitete und überwachte er 1753 die Studien des späteren Kanzlers Carl Gerd von Ketelhodt.
Bereits 1755 kehrte er jedoch wieder zu einem Studium der Rechtswissenschaften an die Universität Jena zurück und hörte unter anderem Vorlesungen bei Johann Wilhelm Dietmar. Er promovierte dort 1758 zum Magister der Philosophie und 1759 mit seiner Dissertation Diss. inaug. de donatione inter vivos revocabili et mortis caussa irrevocabili zum Doktor beider Rechte; im selben Jahr erfolgte auch seine Habilitation zum Privatdozenten an der Universität Jena.
1764 wurde er als Nachfolger von Friedrich Wilhelm Pestel ordentlicher Professor der Rechte und der Sittenlehre an der Universität Rinteln, bevor er 1784 als ordentlicher Professor der Rechte und Beisitzer der Juristenfakultät der Universität Göttingen Gustav Bernhard Becmann (1720–1783) folgte; 1787 war er Prorektor der Universität.
Zu seinen Studenten in Rinteln gehörte unter anderem Salomon Friedrich Merkel und in Jena Bodo Balthasar von Dewitz (1734–1792).
Nach seinem Tod wurde seine Büchersammlung, die in einem Katalog erfasst worden war, auf einer Auktion angeboten.

## Ehrungen und Auszeichnungen
1784 wurde Johann Nikolaus Möckert zum königlich-großbritannischen und kurfürstlich Braunschweig-Lüneburgischen Hofrat ernannt.

## Mitgliedschaften
Johann Nikolaus Möckert war Mitglied der Sprachgesellschaft Deutschen Gesellschaft in Jena.

## Schriften (Auswahl)
- Diss. philos. in qua ius devolutionis imperanti ex iure territoriali conveniens ex principiis iuris naturalis deducere conatur. Jena, 1754.
- Diss. inaug. de donatione inter vivos revocabili et mortis caussa irrevocabili. Jena, 1759.